# Yassine Benrahou
Yassine Otmane Benrahou (Le Blanc-Mesnil, Francuska, 24. siječnja 1999.) marokanski je nogometaš koji igra kao vezni igrač za Hajduk Split. Rođen u Francuskoj, prethodno je predstavljao Francusku pa zatim Maroko u reprezentacijama mlađih kategorija.

## Klupska karijera
Dana 6. kolovoza 2018. Benrahou je potpisao svoj prvi profesionalni ugovor s Bordeauxom, zadržavši se u klubu tri sezone. Profesionalni debi imao je u porazu od Lyona 2-3 u Ligue 1 26. travnja 2019.
Benrahou se dugoročno pridružio Nîmesu u lipnju 2020., nakon što je drugu polovicu sezone 2019.-'20. proveo na posudbi u tom klubu. Potpisao je trogodišnji ugovor, dok je Nîmes platio Bordeauxu 1,5 milijuna eura.
Dana 26. siječnja 2023. Benrahou se pridružio Hajduku Split, potpisavši ugovor do ljeta 2026. s opcijom na još jednu godinu. Dana 27. siječnja 2025., Benrahou je posuđen Caenu do kraja sezone 2024./'25. nakon čega je nastavio igrati za Hajduk. 

## Reprezentativna karijera
Benrahou je rođen u Francuskoj, a njegov otac je Marokanac, a majka Alžirka. Bio je mladi reprezentativac Francuske do 16 i 17 godina i kasnije je predstavljao marokansku reprezentaciju do 20 godina u kvalifikacijskoj utakmici za Afrički kup nacija do 20 godina u ožujku 2018.